# Kuhschweizer

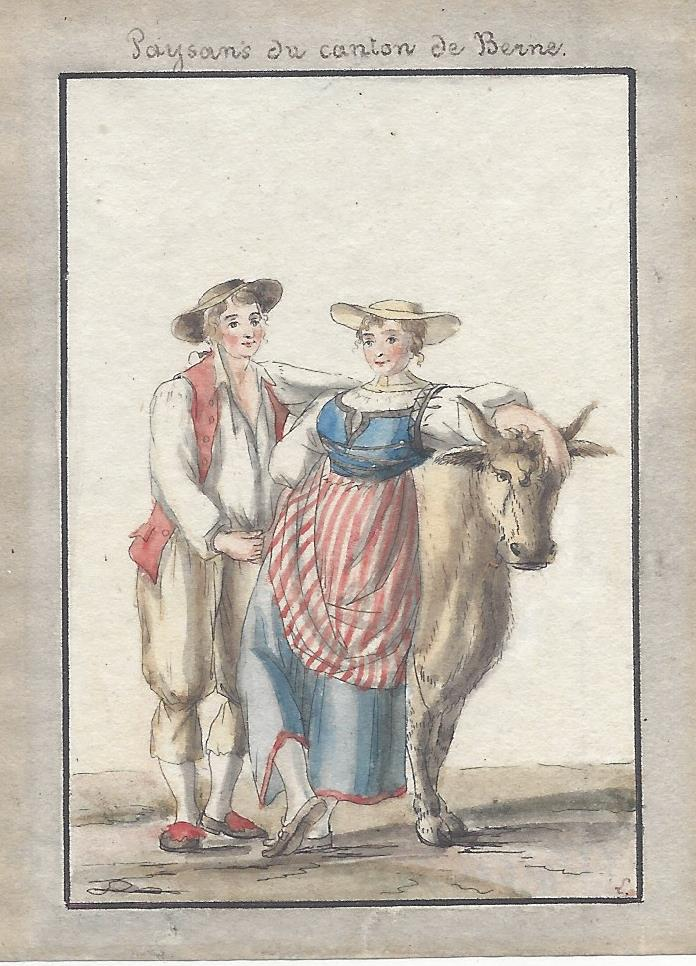
Gottfried Locher: Berner mit Kuh, satirische Miniatur um 1790

Kuhschweizer, Kuhmelker, Kuhschwanz, Kuhgeheier (kuogehîer) oder Kälbermacher waren im Spätmittelalter beleidigende Schimpfwörter für die schweizerischen Eidgenossen.

## Herkunft
Kuhschweizer, Kuhmelker, Kuhschwanz, Kuhgeheier (kuogehîer «Kuhbegatter») oder Kälbermacher spielten auf die bäuerliche Herkunft der Eidgenossen an. Diese Benennungen stammten ursprünglich aus dem Wortschatz der mittelländischen Ackerbauern und galten dem Viehhaltung treibenden Bevölkerungsteil der Voralpen und Alpen, wurden aber von der österreichischen Propaganda übernommen und auf den Schweizer überhaupt angewandt. Das Melken der Kühe war bei den Ackerbauern bis zur graswirtschaftlichen Umstellung im 19. Jahrhundert eine Angelegenheit der Frauen, womit die Beschimpfung von Männern etwa als Kuhmelker diese als «weibisch» herabsetzte.

## Geschichte
Küeswanz und Kuogehîer für Schweizer kann das Schweizerische Idiotikon schon aus dem 14. Jahrhundert belegen. Zur Zeit des Alten Zürichkrieges wurde der Kuhspott dann nicht nur auf die Schweizer, sondern auch auf die mit den Eidgenossen sympathisierenden Schwarzwälder Rinderzüchter ausgeweitet. Isenhofer von Waldshut setzt die Metaphern Kuhschwanz und Pfauenschwanz zur Kennzeichnung der verschiedenen Lager aus vorderösterreichischem Adel und Bürgertum ein. Die Metaphorik wurde auch auf andere Verbündete der Eidgenossen übertragen. Den Baslern warf man vor, «das Kelblin under den Schwanz zu küssen». Mülhausen wurde als «Kuogstal» verspottet.
Der ehrverletzende Gebrauch dieser Schimpfwörter geschah oft, um unüberlegte gegnerische Übergriffe zu provozieren. Häufig wurde der Kuhspott während der wiederholten Auseinandersetzungen der Eidgenossen mit dem vorderösterreichischen Adel und im Zusammenhang mit dem Schwabenkrieg von 1499 angewendet. Der Chronist Kaspar Frey berichtet, die in Koblenz am Rhein liegenden eidgenössischen Verbände seien von österreichischer Seite durch konzertiertes Kueghîer-Rufen beleidigt worden: „Sy haben alle tag nach dem ymbyß, so die landtsknecht voll wyn warend, sich uss Waldßhuott an den Ryn gelassen und da schantlich und unchristenlich den Eidgenossen zuogschruwen und ettlich mit namen gnempt: Kuegkyer, kälbermacher. Dero den gwonlich ettlich gschossen wurdent. Und wen die mann mued wurdent, so brachtend sy schueler und knaben, die dero glich  worten ouch rueffen und schryen muesstend.“ Während der Zuspitzung der politischen Lage wird von Frey auf diesem Niveau eine Provokation kaiserlicher Landsknechte berichtet, die beim Dorf Azmoos ein Kalb in Hochzeitskleider steckten und auf die schweizerischen Stellungen mit der Aufforderung, Hochzeit zu halten, trieben: „Sy satztennd einem kalb ein tuechly uff, fürten das by dem schwantz, dantzent zuo den Eidgenossen, schriende, sy soltend inen den bruttman schicken, dan die brutt were bereidt.“ Frey sieht in dem Kuhspott eine wichtige Ursache des Schwabenkrieges. Der Kueghîer und der Kälbermacher ist die Zuspitzung des Kuhspottes auf die Schweizer.

## Etymologie vonKuoghyer
Das Wort Gehîer, Gehîjer, mit hiattilgendem ‹g› auch Gehîger geschrieben, synkopiert Ghîger, ist ein Nomen agentis zum mhd. Verb gehîwen, gehîen, gehîjen, mit hiattilgendem ‹g› auch gehîgen geschrieben, das ‘sich vermählen; sich paaren, geschlechtlich verkehren’ bedeutete und als Wort noch im heutigen Schweizerdeutsch als gheie, ghiie mit der Bedeutung ‘fallen; werfen’ weiterlebt. Es geht zurück auf ahd. hî(w)o ‘Hausgenosse; Gatte’ bzw. hî(w)a ‘Gattin, Frau’ sowie hîwen ‘heiraten’ und ist verwandt mit nhd. Wörtern wie Heirat und vielleicht Heim. Wurde im spätmittelalterlichen Alemannisch gehîen in der Bedeutung ‘Beischlaf ausüben’ gebraucht, so geschah das im Zusammenhang mit Unzucht, Blutschande oder Bestialität, und das Wort diente als arges Schimpfwort.
Kuhgeiger hingegen ist eine falsche Verneuhochdeutschung, die sich erstmals in Christian Gottlob Haltaus’ Glossarium Germanicum medii aevi von 1758 findet und sich auf Aegidius Tschudis ku(o)ghyger bezieht. Ebenso wenig hat das Wort etwas zu tun mit nhd. geigen in der Bedeutung ‘beschlafen’, das eine junge Nebenbedeutung von geigen ‘Geige spielen’ ist; vgl. fiedeln ‘Geige spielen’, das ebenfalls den Nebensinn ‘beschlafen’ haben kann. Diese Nebenbedeutungen sind (wie auch ficken) durch den Kontext des Reibens bedingt und stehen in keinerlei Zusammenhang mit mhd. gehîen.